# Milan Piskač
Milan (Miloslav) Piskač (* 21. února 1956 – leden 2023 Praha) byl československý boxer romského původu.

## Sportovní kariéra
S boxem začínal v Děčíně pod vedením dlouholetého reprezentanta Vladimíra Kučery staršího. Jako talentovaného juniora si ho později stáhl do své tréninkové skupiny v Lokomotivě trenér Pavel Sinko. Jako sparingpartner rostl po boku největší hvězdy klubu Václava Hockeho. V juniorském věku shazoval úspěšně kilogramy do bantamové váhy do 54 kg a účastnil se dvakrát turnaje olympijských nadějí soc. mládeže Družba.
V květnu 1975 získal mezi muži nečekaný titul mistra republiky v bantamové váze do 54 kg a v nominaci na červnové mistrovství Evropy v polských Katovicích zamotal hlavu reprezentačnímu trenéru Zdeňku Horákovi. V semifinále totiž vyřadil svého oddílové kolegu a reprezentační jedničku Václava Hockeho a obdržel od komise mistrovství ocenění za nejtechničtějšího boxera. Hocke navíc nebyl zcela zdravotně v pořádku a změna v nominaci na poslední chvíli za Piskače u schvalovací komise prošla. V úvodním kole mistrovství Evropy porazil zásluhou své rtuťovité pohyblivostí jednoznačně 5:0 na klasifikační body západního Němce Klause-Dietera Otta. Ve čtvrtfinále zásluhou své úhořovité pohyblivosti zvítězil nad srbským Jugoslávcem Zoranem Dedićem 5:0 na klasifikační body a postupem do semifinále si zajistil minimálně bronzovou medaili. V semifinále prohrál se Sovětem Viktorem Rybakovem 0:5 na klasifikační body. Bojoval sice aktivně, ale chyběla mu tvrdost pro zakončení útoku. Obsadil nečekané dělené třetí místo. V létě nastoupil základní vojenskou službu ke sportovní rotě při TJ Rudá hvězda Ústí nad Labem.
V olympijském roce 1976 ho z únorového reprezentačního srazu v Teplýšovicích poslal nový šéftrenér reprezentace Josef Malík předčasně domů. Jeho odchod komentoval slovy "přibral hodně na váze a jeho přístup k tréninku nebyl nejlepší". Vzápětí odjel na mezinárodní turnaj do polské Vratislavi, který vyhrál ve vyšší pérové váze do 57 kg. V květnu měl obhajovat titul mistra republiky, ale nestartoval, protože při vážení nesplnil limit pérové váhy do 57 kg. Postupně ztratil zájem na sobě pracovat.
Po návratu do civilu v roce 1978 boxoval ligu v Praze, nastupoval nepravidelně za Uhelné sklady nebo Pragovku v nižší soutěži. Později se dostal na ulici a žil jako bezdomovec. Zemřel na pražském Žižkově v lednu 2023. Záhadou zůstalo jeho skutečné rodné jméno. Jako chlapce ho oslovovali výhradě "Míla", z toho vznikly různé podoby jmen Miloslav, Milan nebo Miloš, pod kterými byl v tisku uváděn.

### Výsledky
| Turnaj             | 1973   | 1974   | 1975   | 1976 |     |     |
| Turnaj             | 17     | 18     | 19     | 20   |     |     |
| Turnaj             | –54 kg | –54 kg | –54 kg | –57  | –57 | –57 |
| ------------------ | ------ | ------ | ------ | ---- | --- | --- |
| Olympijské hry     |        |        |        | —    |     |     |
| Mistrovství světa  |        | —      |        |      |     |     |
| Mistrovství Evropy | —      |        | 3.     |      |     |     |
| Mistrovství ČSSR   | —      | —      | 1.     | —    |     |     |
| Družba soc. mlád.  | úč.    | —      | úč.    |      |     |     |